# Août 1945 (guerre mondiale)
Chronologie de la Seconde Guerre mondiale
Juillet 1945 - Août 1945 -  Septembre 1945

## Événements
- 2 août : 
  - Fin de la Conférence de Potsdam

- 6 août : 
  - Bombardement atomique de Hiroshima : première arme nucléaire jamais utilisée dans une guerre, la bombe à l'uranium  Little Boy est lâchée sur Hiroshima. 13 kilotonnes d'équivalent TNT explosant à 600 m d'altitude, faisant 140 000 morts civils immédiats.
  - Kobe : Dernier bombardement de la guerre, par B-29 sur la ville.

- 8 août : 
  - l'URSS déclare la guerre à l'empire du Japon et envahit la Mandchourie.

- 9 août : 
  - Bombardement atomique de Nagasaki : la bombe au plutonium Fat Man est lâchée sur Nagasaki, 20 kilotonnes d'équivalent TNT font 80 000 morts civils immédiats.
  - Entrée des troupes soviétiques en Chine et en Corée.

- 12 août :
  - Attribution à la France d'une zone d'occupation à Berlin-Ouest.
  - Une radio de San Francisco rend public la note japonaise acceptant les conclusions de la conférence de Potsdam.

- 14 août :

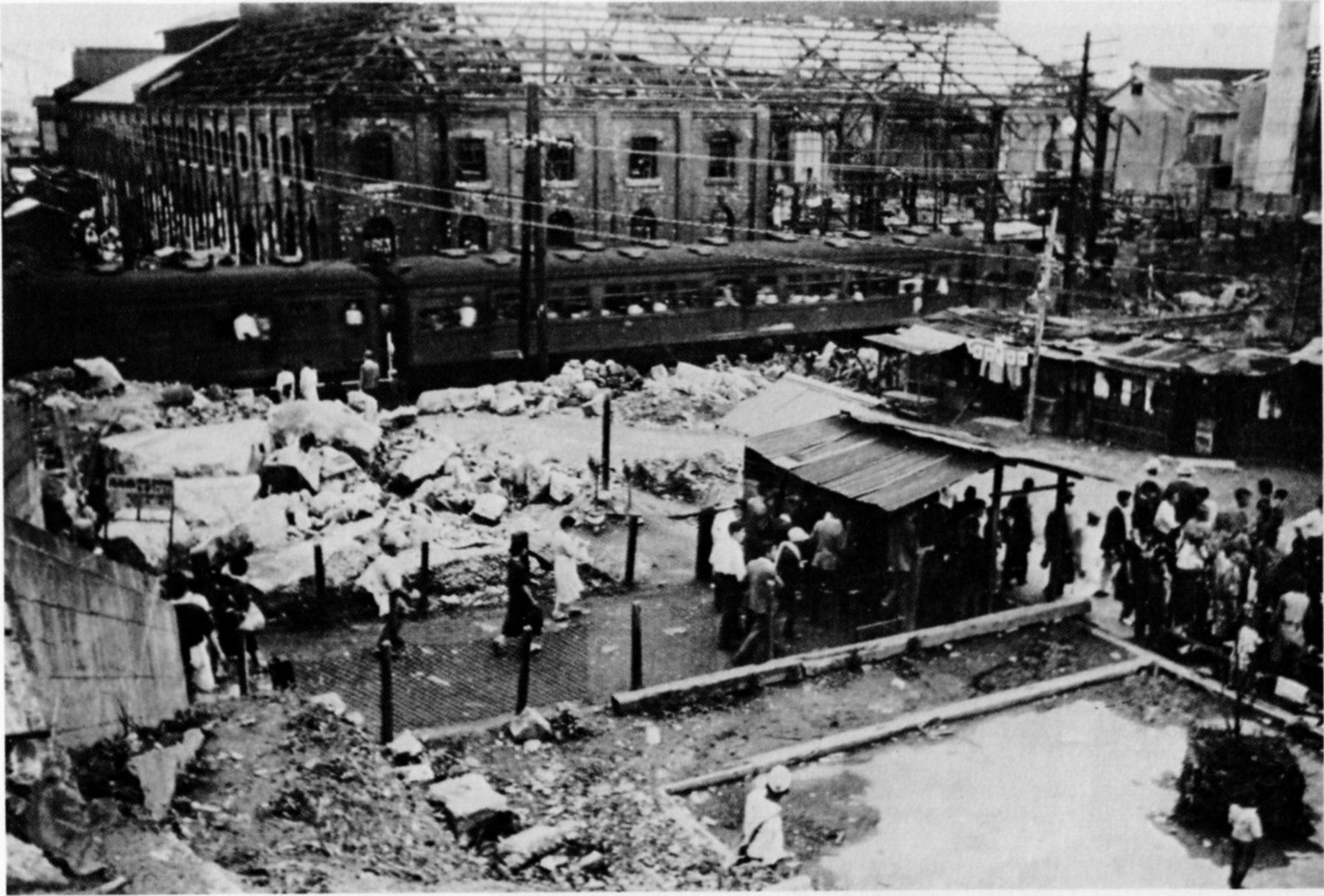
Gare de Kyōbashi en juin 1946 (dix mois après le raid)

  - Dernier raid aérien sur Osaka : le huitième raid est effectué le 14 août 1945, veille de la fin de la guerre. Environ 150 B-29 font une descente sur Osaka. Ils larguent environ 700 bombes d'une tonne, en ciblant les usines de l'armée japonaise dans l'est d'Osaka. Quatre unités de bombes d'1 tonne sont également larguées sur la gare de Kyōbashi des Japanese National Railways à 13h, ce qui entraîne des dommages importants à la gare remplie de civils. Ce raid aérien est également appelé « raid de bombardement de la gare de Kyōbashi ». Deux trains venaient d'arriver à la gare quand les bombes sont larguées. Le nombre des victimes du raid aérien se monte à plus de 210 civils morts identifiés et plus de 500 non identifiés.
  - Dernière mission de la 20e USAAF (Twentieth Air Force); 754 bombardiers Boeing B-29 et 169 chasseurs bombardent divers cibles, dernière mission de guerre de la 20th Air Force avant la fin des hostilités.
  - Capitulation des troupes japonaises à Cebu (Philippines).
  - Tentative de coup d'état militaire au Japon : des officiers du ministère de la guerre et de la garde impériale, partisans de la résistance à outrance contre les Alliés, tentent de s'emparer de l'empereur Hirohito, qui a donné son aval à l'ouverture de négociations de paix.

- 15 août : 
  - L'empereur Hirohito (Shōwa) fait une allocution radiodiffusée annonçant la reddition sans conditions du Japon ;  Le V-J  (Victory on Japan) est déclaré aux États-Unis et au Royaume-Uni.
  - Traité d'amitié sino-soviétique : le gouvernement nationaliste chinois reconnaît l'indépendance de la Mongolie, en raison de l'aide apportée par la Mongolie aux troupes chinoises.
  - Reddition des dernières troupes oustachies aux soldats de l'armée yougoslave.

- 16 août : 
  - L'empereur Hirohito (Shōwa) publie un rescrit impérial ordonnant aux forces japonaises le cessez-le-feu.

- 17 août : 
  - Aux Indes orientales néerlandaises, les nationalistes indonésiens Soekarno et Mohammed Hatta déclarent l'indépendance de la république d'Indonésie, avec Soekarno comme président. Les Pays-Bas, coupés de leur colonie depuis l'invasion japonaise, s'y opposent. Début de la révolution nationale indonésienne
  - Abdication de Puyi. Le dernier empereur de Chine renonce au trône impérial du Mandchoukuo.
  - Argentine : Reddition de l'Unterseeboot 977 à Mar del Plata.

- 19 août : 
  - le Việt Minh, mené par Hô Chi Minh, prend le pouvoir à Hanoï.
  - Guerre civile chinoise : Mao Zedong et Tchang Kaï-chek se rencontrent à Chongqing pour discuter d'une fin des hostilités entre Communistes et Nationalistes

- 23 août : 
  - Premières opérations soviétiques dans les îles Kouriles, définitivement conquises le 1er septembre.

- 28 août
  - les premières troupes chinoises du Kuomintang pénètrent au Tonkin en violation de la souveraineté française.

- 30 août : 
  - La force royale de marine sous les ordres du contre-amiral Cecil Harcourt libère Hong Kong.